# Caso Plessy v. Ferguson
Plessy v. Ferguson (de 1896) foi um caso marcante decidido pela Suprema Corte dos Estados Unidos que decidiu sobre a constitucionalidade do direito dos estados da União de impor a segregação racial em locais públicos sob a doutrina do "separate but equal" ("separados mas iguais").
A corte decidiu, por 7 votos a 1, declarar que a segregação nos estados do sul não violava a Constituição dos Estados Unidos (em particular a 14ª Emenda que afirmava que todos os cidadãos eram iguais perante a lei). O juiz Henry Billings Brown, ao falar pela maioria que aprovou a decisão, afirmou que a segregação feita no estado da Luisiana não implicava em inferioridade, aos olhos da lei, dos afro-americanos e que a separação por raça em locais e serviços públicos era uma mera questão política. A voz dissidente dentro da Corte, o juiz John Marshall Harlan, condenou veementemente seus colegas e afirmou que esta decisão seria tão negativamente marcante quanto o "Caso Dred Scott". Ele complementou dizendo que a lei dos Estados Unidos não afirmava que o país tinha um sistema de castas, que a constituição não via a cor da pele de seus cidadãos e que todos eram iguais perante a lei. Vários juristas concordaram com Harlan e a nação se dividiu a respeito. Os estados sulistas, contudo, se regozijaram pois agora seu sistema de segregação por raça tinha uma base jurídica para se apoiar.
O "Separados mas iguais", graças a esta decisão, se tornou a doutrina jurídica nos Estados Unidos (especialmente no sul) para justificar a segregação racial no país. Ela só foi derrubada pela Suprema Corte em 1954 com a decisão Brown v. Board of Education. Neste novo caso, os juízes tomaram o caminho contrário aos seus pares de quase sessenta anos atrás ao afirmar que a segregação não era constitucional.